# Antoni Zagożdżon
Antoni Zagożdżon (ur. 13 maja 1930 w Ćmielowie, zm. 18 listopada 1987 we Wrocławiu) – polski geograf, wykładowca i prorektor Uniwersytetu Wrocławskiego, doktor habilitowany od 1979 roku. Pochowany na cmentarzu św. Rodziny we Wrocławiu.

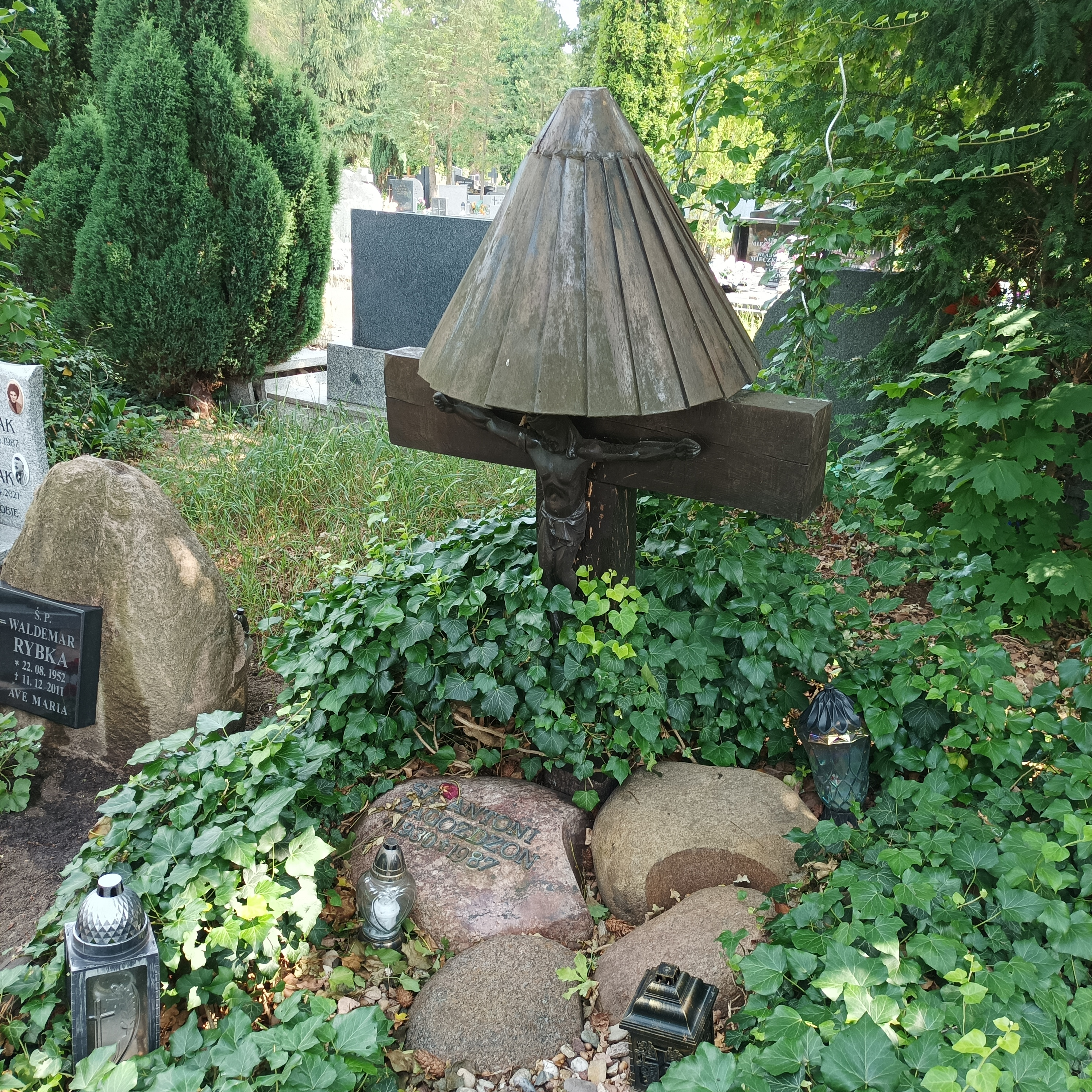
Grób prof. Antoniego Zagożdżona na Cmentarzu Świętej Rodziny